# 탄자니아의 경제
탄자니아의 경제는 농업에 압도적으로 의존하는 중하위 소득 경제이다. 탄자니아 경제는 1985년부터 지휘 경제에서 시장 경제로 전환하고 있다. 이러한 개혁이 시작된 이후 총 GDP가 증가했지만, 처음에는 1인당 GDP가 급격히 감소했고, 2007년경에야 과도기 이전 수치를 넘어섰다.
2014년 경제 기반 조정 이후 GDP는 3분의 1 증가한 413억 3천만 달러를 기록했다.
2019년 탄자니아 경제는 5.8% 성장하여 국내총생산(GDP) 555억 달러를 달성했으며, 동아프리카에서 케냐 다음으로 두 번째로 큰 경제국이자 사하라 이남 아프리카에서 일곱 번째로 큰 경제국이다.
아프리카 국가들의 특징처럼 세계적인 추세에 비해 상대적으로 높은 경제성장을 지속하고 있지만 세계은행 자료에 따르면 지난 5년간 성장률이 2000년 이후 가장 낮았다는 점에 주목할 필요가 있다. 중기 전망은 아직까지는 긍정적이며 2020/21년 성장률은 6%에 이를 것으로 예상되며, 이는 대규모 인프라 지출로 뒷받침된다.
세계은행은 노동시장, 생산능력, 생산성에 영향을 미친 COVID-19 전염병으로 인해 탄자니아의 경제성장이 2020년에는 2.5%로 둔화될 것으로 예상하고 있다. 관광업이 중단되고 제조업과 농산물의 수출이 급감했다.
국제 통화 기금(IMF)은 탄자니아 경제가 2020년 1.9% 성장에 그치고 2021년 국내총생산(GDP) 성장률 3.6%로 회복할 것으로 전망했다.

## 농업

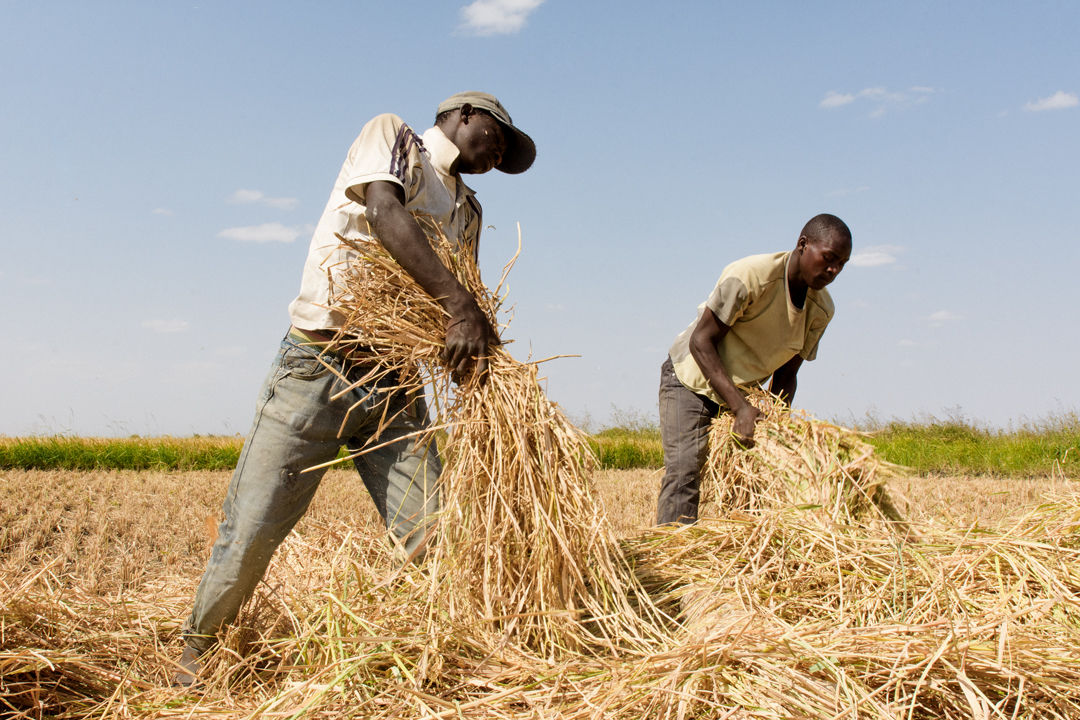
농부들은 손으로 수동으로 논을 개간한다.

탄자니아 경제는 국내 총생산의 28.7%를 차지하는 농업에 크게 의존하고 있으며, 수출의 85%를 차지하며, 고용 인력의 절반을 차지한다. 농업 부문은 2012년 새천년개발목표(10.8%)의 절반에도 못 미치는 4.3%, 경작지가 16.4%로 전체 농지의 2.4%를 영구작물로 심었다.
이처럼 농업에 대한 의존도가 높기 때문에 탄자니아 경제는 날씨 충격과 물가 변동에 매우 취약하다. 탄자니아 인구의 76%는 농업 덕분에 생계를 유지하고 있으며, 농업 기술의 개발과 실행을 위한 지식과 인프라가 부족하기 때문에 가뭄, 홍수 또는 온도 충격은 그러한 사람들의 생활수준을 심각하게 손상시키고 실업, 기아, 영양실조율의 엄청난 증가를 초래할 수 있다.또한, 심각한 경우에는 기아로 인한 사망률도 있다.
담배(107,000톤, 세계에서 8번째로 큰 생산지), 커피(55,000톤), 차(36,000톤), 그리고 사이잘(33,000톤)과 같은 다른 농산물의 소규모 생산지들도 있다.

## 대외무역 및 투자

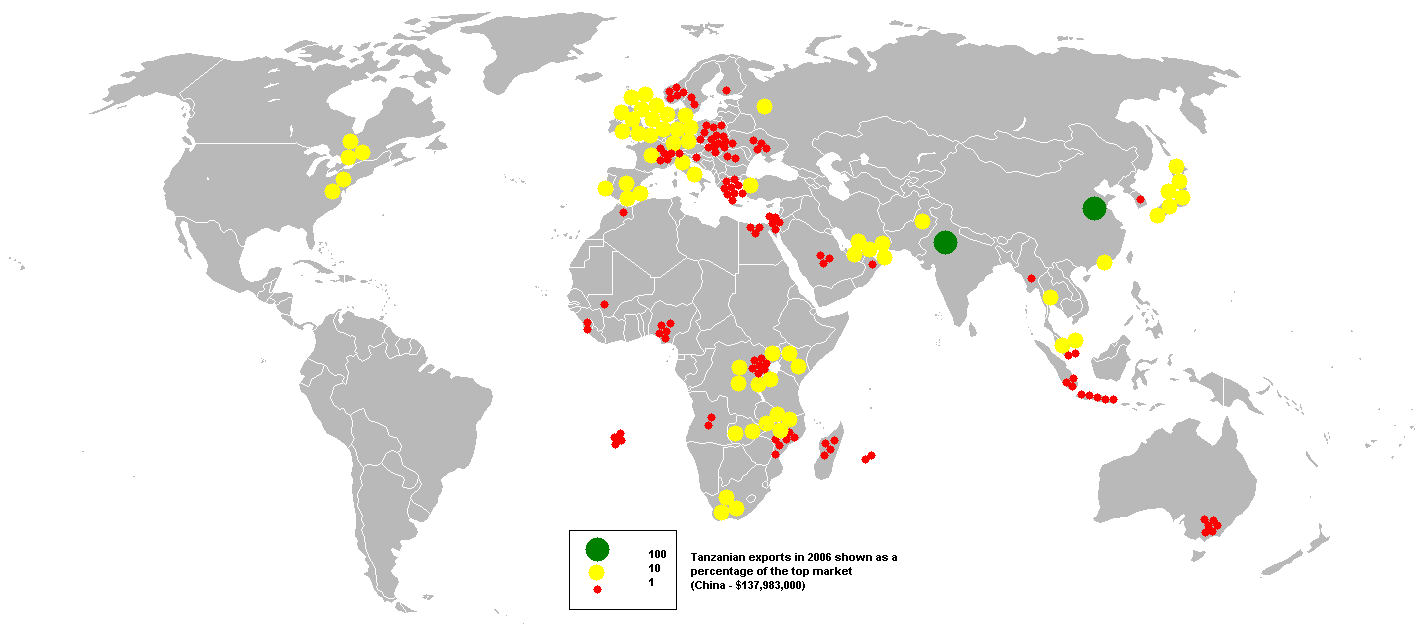
2006년 탄자니아 수출

탄자니아의 정치적 안정 역사는 외국인 직접투자를 장려해왔다. 정부는 세법 개정, 환율 변동, 외국은행 인허가, 투자촉진센터 신설 등 투자환경 개선에 총력을 기울였다. 탄자니아는 광물 자원과 미개발 관광 부문을 보유하고 있어 외국인 투자 시장이 될 수 있다.
탄자니아에 상장된 기업들의 주식 시가총액은 2005년 세계은행에 의해 5억8천8백만 달러로 평가되었다.

## 잔지바르
잔지바르 경제는 주로 정향(펨바섬에서 90% 성장) 생산에 기반을 두고 있다. 수출은 정향 시장의 침체로 인해 어려움을 겪었다.
잔지바르 정부는 본토 정부보다 경제 개혁에 적극적이었으며, 섬 내 외환국을 합법화했다. 이것은 경제를 완화시켰고 소비재 가용성을 극적으로 증가시켰다. 또한, 정부는 외부 자금으로 잔지바르 항을 자유 항구로 만들 계획이다. 현재의 항만 시설과 증축 계획은 자유항의 전조가 될 것이다. 섬의 제조업은 주로 담배, 신발, 가공 농산물과 같은 대체 산업으로 제한되어 있다. 1992년에 정부는 두 개의 수출 생산 구역을 지정하고 역외 금융 서비스의 개발을 장려했다. 잔지바르는 여전히 주요 요구사항, 석유 제품 및 제조된 물품의 대부분을 수입한다.

## 같이 보기
- 아프리카의 경제
- 유엔 아프리카 경제 위원회